# カレワラ式接骨
カレワラ式接骨（カレワラしきせっこつ、フィンランド語: Kalevalainen jäsenkorjaus、英語: Kalevala bone setting）とは、体の姿勢や動きなどを治すフィンランドの伝統的民間療法である。
「カレワラ式接骨」の名は、エリアス・リョンロート（1802年 - 1884年）が採集しまとめたフィンランドの民俗叙事詩カレワラに由来する。カレワラの第15章「レンミンカイネンの再生」には古いフィンランドの伝統的接骨法が描かれており、これにちなんでいる。

## 概要
現在のカレワラ式接骨はオラヴィ・マケラ（Olavi Mäkelä）およびペンティ・ペンティラ（Pentti Penttilä）が体系化した手技療法であり、フィンランド民間療法協会がそれを保存し3年間の教育プログラムを行っている。ただしすべてのフィンランドで行われている伝統的接骨法が「カレワラ式接骨」を名乗っているのではなくその他にもいくつかの分派が存在する。
フィンランドでは現在400人以上がカレワラ式接骨師として登録されている。カレワラ式接骨の効果はクオピオ大学（現フィンランド東部大学）の研究結果で証明された。
フィンランド民間療法協会が保存し教育を行っているカレワラ式接骨はEUに商法登録されている。